# Coronigoniella tiarae
Coronigoniella tiarae är en insektsart som beskrevs av Young 1977. Coronigoniella tiarae ingår i släktet Coronigoniella och familjen dvärgstritar. Inga underarter finns listade i Catalogue of Life.